# Station Goliszów
Station Goliszów is een spoorwegstation in de Poolse plaats Goliszów.